# Joe Harvey
Joe Harvey (Edlington, 1918. június 11. – 1989. február 24.) angol labdarúgó, edző.

## Pályafutása

### Játékosként
Harvey a Wolverhampton Wanderers csapatánál kezdte el labdarúgó-pályafutását, azonban nem lépett pályára a klub színeiben. 1936 és 1938 között az angol harmadosztályú Bournemouth csapatában futballozott, ahol harminchét métkőzésen lépett pályára. 1939 és 1945 között a Bradford City labdarúgója volt. 1945-ben csatlakozott a másodosztályú Newcastle Unitedhez; a klubban 1945 és 1953 között több mint kétszáz mérkőzésen lépett pályára, valamint kétszer is megnyerte az FA-kupát (1951, 1952).

### Edzőként
Harvey edzői pályafutása elején az alacsonyabb osztályú Crook Town, Barrow és Workington csapatait edzette. 1962-ben nevezék ki korábbi csapata, a Newcastle United vezetőedzői posztjára; a csapatot 1965-ben feljuttatta az angol élvonalba. Legnagyobb sikerét az 1968–1969-es szezonban érte el, amikor a Newcastlevel megnyerte a Vásárvárosok kupáját; az oda-visszavágós döntőben 6:2-es összesítéssel múlták felül az Újpest FC csapatát. A Newcastle United vezetőedzői pozíciójáról 1975-ben mondott le.

## Sikerei, díjai

### Játékosként
- Newcastle United
  - FA-kupa: 1950–51, 1951–52

### Edzőként
- Newcastle United
  - Angol másodosztály: 1964–65
  - Vásárvárosok kupája: 1968–69